# Primera División de España 1973-74
La temporada 1973/74 de la Primera División de España de fútbol corresponde a la 43.ª edición del campeonato. Se disputó entre el 1 de septiembre de 1973 y el 20 de mayo de 1974.
El F. C. Barcelona logró su noveno campeonato, rompiendo una sequía liguera de catorce años.

## Sistema de competición
La Primera División de España 1973/74 fue organizada por la Real Federación Española de Fútbol. Tomaron parte dieciocho equipos de toda la geografía española, integrados en un grupo único. Siguiendo un sistema de liga, los 18 equipos se enfrentaron todos contra todos en dos ocasiones -una en campo propio y otra en campo contrario- sumando un total de 34 jornadas. El orden de los encuentros se decidió por sorteo antes de empezar la competición.
La clasificación final se estableció con arreglo a los puntos obtenidos en cada enfrentamiento, a razón de dos por partido ganado, uno por empatado y ninguno en caso de derrota. Los mecanismos para desempatar la clasificación, si al finalizar el campeonato dos equipos igualaban a puntos, fueron los siguientes:
1. El que tuviera una mayor diferencia en el goal average o promedio de goles (cociente entre goles a favor y en contra) en los enfrentamientos entre ambos.
2. De persistir el empate, el que tuviera el mayor goal average en todos los encuentros del campeonato.

### Efectos de la clasificación
El equipo que más puntos sumó al final del campeonato fue proclamado campeón de liga y obtuvo el derecho automático a participar en la siguiente edición de la Copa de Europa.
Los tres mejores calificados, al margen de los clasificados para disputar la Copa de Europa (esto es, el campeón de Liga) y la Recopa de Europa (el campeón de la Copa del Generalísimo), obtuvieron una plaza para participar en la Copa de la UEFA de la próxima temporada.
Por su parte, los tres últimos clasificados descendieron a Segunda División, de la que ascendieron, recíprocamente, tres equipos.

## Clubes participantes y estadios
Tomaron parte en el campeonato dieciocho equipos.
| Equipo                        | Ciudad                     | Estadio           |
| ----------------------------- | -------------------------- | ----------------- |
| Athletic Club                 | Bilbao                     | San Mamés         |
| Club Atlético de Madrid       | Madrid                     | Manzanares        |
| Fútbol Club Barcelona         | Barcelona                  | Camp Nou          |
| Club Deportivo Castellón      | Castellón                  | Castalia          |
| Real Club Celta de Vigo       | Vigo                       | Balaídos          |
| Elche Club de Fútbol          | Elche                      | Altabix           |
| Real Club Deportivo Español   | Barcelona                  | Sarriá            |
| Granada Club de Fútbol        | Granada                    | Los Cármenes      |
| Unión Deportiva Las Palmas    | Las Palmas de Gran Canaria | Insular           |
| Club Deportivo Málaga         | Málaga                     | La Rosaleda       |
| Real Murcia Club de Fútbol    | Murcia                     | La Condomina      |
| Real Sporting de Gijón        | Gijón                      | El Molinón        |
| Real Madrid Club de Fútbol    | Madrid                     | Santiago Bernabéu |
| Real Oviedo Club de Fútbol    | Oviedo                     | Carlos Tartiere   |
| Real Racing Club de Santander | Santander                  | El Sardinero      |
| Real Sociedad de Fútbol       | San Sebastián              | Atocha            |
| Valencia Club de Fútbol       | Valencia                   | Luis Casanova     |
| Real Zaragoza Club Deportivo  | Zaragoza                   | La Romareda       |

## Clasificación
| Pos. | Equipo                  | Pts. | PJ | G  | E  | P  | GF | GC | Dif. | Clasificación                   |
| ---- | ----------------------- | ---- | -- | -- | -- | -- | -- | -- | ---- | ------------------------------- |
| 1    | C. F. Barcelona (C)     | 50   | 34 | 21 | 8  | 5  | 75 | 24 | +51  | Clasifica a la Copa de Europa   |
| 2    | Atlético de Madrid      | 42   | 34 | 18 | 6  | 10 | 50 | 31 | +19  | Clasifica a la Copa de la UEFA  |
| 3    | Real Zaragoza           | 40   | 34 | 16 | 8  | 10 | 51 | 38 | +13  | Clasifica a la Copa de la UEFA  |
| 4    | Real Sociedad           | 39   | 34 | 16 | 7  | 11 | 46 | 45 | +1   | Clasifica a la Copa de la UEFA  |
| 5    | Athletic Club           | 37   | 34 | 15 | 7  | 12 | 35 | 31 | +4   |                                 |
| 6    | Granada C. F.           | 36   | 34 | 12 | 12 | 10 | 34 | 35 | −1   |                                 |
| 7    | C. D. Málaga            | 36   | 34 | 12 | 12 | 10 | 31 | 32 | −1   |                                 |
| 8    | Real Madrid C. F.       | 34   | 34 | 13 | 8  | 13 | 48 | 38 | +10  | Clasifica a la Recopa de Europa |
| 9    | R. C. D. Espanyol       | 34   | 34 | 13 | 8  | 13 | 34 | 38 | −4   |                                 |
| 10   | Valencia C. F.          | 33   | 34 | 13 | 7  | 14 | 41 | 33 | +8   |                                 |
| 11   | U. D. Las Palmas        | 33   | 34 | 14 | 5  | 15 | 28 | 35 | −7   |                                 |
| 12   | R. C. Celta de Vigo     | 30   | 34 | 12 | 6  | 16 | 43 | 49 | −6   |                                 |
| 13   | Sporting de Gijón       | 30   | 34 | 13 | 4  | 17 | 49 | 59 | −10  |                                 |
| 14   | Elche C. F.             | 29   | 34 | 11 | 7  | 16 | 25 | 33 | −8   |                                 |
| 15   | Real Murcia C. F.       | 29   | 34 | 10 | 9  | 15 | 27 | 37 | −10  |                                 |
| 16   | C. D. Castellón (D)     | 29   | 34 | 9  | 11 | 14 | 28 | 46 | −18  | Descenso a Segunda División     |
| 17   | Racing de Santander (D) | 27   | 34 | 8  | 11 | 15 | 36 | 54 | −18  | Descenso a Segunda División     |
| 18   | Real Oviedo C. F. (D)   | 24   | 34 | 9  | 6  | 19 | 29 | 52 | −23  | Descenso a Segunda División     |

 Fuente: BDFutbol
Criterios de clasificación: Puntos · Diferencia de goles · Goles a favor · Play-off

### Evolución de la clasificación
| Equipo / Jornada   | 1  | 2  | 3  | 4  | 5  | 6  | 7  | 8  | 9  | 10 | 11 | 12 | 13 | 14 | 15 | 16 | 17 | 18 | 19 | 20 | 21 | 22 | 23 | 24 | 25 | 26 | 27 | 28 | 29 | 30 | 31 | 32 | 33 | 34 |
| Equipo / Jornada   |    |    |    |    |    |    |    |    |    |    |    |    |    |    |    |    |    |    |    |    |    |    |    |    |    |    |    |    |    |    |    |    |    |    |
| ------------------ | -- | -- | -- | -- | -- | -- | -- | -- | -- | -- | -- | -- | -- | -- | -- | -- | -- | -- | -- | -- | -- | -- | -- | -- | -- | -- | -- | -- | -- | -- | -- | -- | -- | -- |
| Barcelona          | 15 | 15 | 17 | 14 | 17 | 17 | 14 | 6  | 8  | 3  | 4  | 2  | 1  | 1  | 1  | 1  | 1  | 1  | 1  | 1  | 1  | 1  | 1  | 1  | 1  | 1  | 1  | 1  | 1  | 1  | 1  | 1  | 1  | 1  |
| Atlético de Madrid | 1  | 1  | 1  | 1  | 3  | 1  | 2  | 2  | 3  | 4  | 9  | 5  | 6  | 5  | 7  | 4  | 6  | 5  | 5  | 5  | 4  | 2  | 2  | 2  | 2  | 2  | 2  | 2  | 2  | 2  | 2  | 2  | 2  | 2  |
| Real Zaragoza      | 8  | 3  | 12 | 11 | 16 | 12 | 7  | 5  | 11 | 5  | 7  | 4  | 3  | 2  | 2  | 3  | 3  | 3  | 3  | 2  | 2  | 4  | 3  | 4  | 4  | 3  | 3  | 4  | 3  | 3  | 3  | 3  | 3  | 3  |
| Real Sociedad      | 16 | 16 | 14 | 12 | 5  | 11 | 6  | 12 | 7  | 13 | 8  | 7  | 5  | 7  | 10 | 11 | 13 | 14 | 11 | 9  | 8  | 8  | 8  | 8  | 8  | 6  | 7  | 5  | 5  | 5  | 4  | 4  | 4  | 4  |
| Athletic Club      | 12 | 9  | 15 | 8  | 10 | 6  | 4  | 8  | 5  | 10 | 6  | 3  | 4  | 3  | 3  | 2  | 2  | 2  | 2  | 4  | 5  | 5  | 4  | 3  | 3  | 5  | 5  | 6  | 6  | 6  | 5  | 6  | 5  | 5  |
| Granada            | 3  | 2  | 3  | 2  | 2  | 5  | 11 | 15 | 14 | 17 | 15 | 13 | 10 | 14 | 9  | 14 | 7  | 6  | 6  | 6  | 6  | 6  | 7  | 7  | 7  | 7  | 6  | 7  | 8  | 9  | 7  | 7  | 6  | 6  |
| CD Málaga          | 14 | 6  | 8  | 7  | 8  | 4  | 3  | 3  | 2  | 2  | 2  | 6  | 9  | 6  | 4  | 6  | 4  | 4  | 4  | 3  | 3  | 3  | 5  | 5  | 5  | 4  | 4  | 3  | 4  | 4  | 6  | 5  | 7  | 7  |
| Real Madrid        | 11 | 12 | 10 | 16 | 6  | 9  | 8  | 7  | 4  | 6  | 3  | 8  | 7  | 8  | 5  | 5  | 5  | 7  | 7  | 7  | 7  | 9  | 9  | 9  | 9  | 9  | 8  | 9  | 7  | 10 | 8  | 9  | 8  | 8  |
| RCD Español        | 2  | 5  | 2  | 6  | 7  | 13 | 10 | 14 | 9  | 7  | 12 | 9  | 11 | 9  | 11 | 8  | 10 | 11 | 10 | 11 | 11 | 10 | 10 | 11 | 11 | 10 | 11 | 11 | 10 | 8  | 10 | 8  | 9  | 9  |
| Valencia CF        | 4  | 13 | 7  | 3  | 4  | 2  | 1  | 1  | 1  | 1  | 1  | 1  | 2  | 4  | 6  | 7  | 8  | 8  | 8  | 8  | 9  | 7  | 6  | 6  | 6  | 8  | 9  | 8  | 9  | 7  | 9  | 10 | 10 | 10 |
| Las Palmas         | 6  | 11 | 6  | 13 | 15 | 10 | 15 | 9  | 13 | 11 | 16 | 12 | 14 | 10 | 12 | 9  | 12 | 13 | 16 | 16 | 16 | 17 | 15 | 13 | 14 | 14 | 14 | 13 | 12 | 12 | 12 | 11 | 11 | 11 |
| Celta de Vigo      | 5  | 7  | 4  | 4  | 1  | 3  | 9  | 13 | 10 | 8  | 11 | 14 | 16 | 15 | 15 | 12 | 9  | 10 | 9  | 10 | 10 | 12 | 11 | 10 | 10 | 11 | 10 | 10 | 11 | 11 | 11 | 12 | 12 | 12 |
| Real Gijón         | 18 | 18 | 18 | 18 | 18 | 18 | 18 | 16 | 12 | 16 | 13 | 16 | 13 | 16 | 13 | 15 | 15 | 16 | 12 | 14 | 12 | 11 | 12 | 12 | 12 | 12 | 12 | 12 | 13 | 14 | 13 | 14 | 15 | 13 |
| Elche              | 7  | 14 | 13 | 17 | 13 | 16 | 17 | 17 | 18 | 18 | 18 | 18 | 15 | 13 | 8  | 10 | 11 | 12 | 15 | 15 | 14 | 13 | 13 | 14 | 13 | 13 | 13 | 14 | 15 | 13 | 14 | 13 | 14 | 14 |
| Real Murcia        | 17 | 17 | 16 | 10 | 11 | 7  | 5  | 4  | 6  | 9  | 5  | 10 | 8  | 11 | 14 | 16 | 16 | 9  | 13 | 13 | 15 | 16 | 17 | 17 | 16 | 17 | 16 | 15 | 14 | 15 | 15 | 17 | 16 | 15 |
| Castellón          | 10 | 4  | 5  | 9  | 12 | 14 | 16 | 18 | 17 | 15 | 17 | 17 | 18 | 17 | 17 | 18 | 18 | 15 | 17 | 17 | 17 | 14 | 16 | 16 | 15 | 15 | 15 | 16 | 16 | 16 | 16 | 15 | 13 | 16 |
| Real Santander     | 9  | 10 | 11 | 15 | 9  | 15 | 12 | 10 | 15 | 14 | 10 | 11 | 12 | 12 | 16 | 13 | 14 | 17 | 18 | 18 | 18 | 18 | 18 | 18 | 18 | 18 | 17 | 17 | 17 | 17 | 17 | 16 | 17 | 17 |
| Real Oviedo        | 13 | 8  | 9  | 5  | 14 | 8  | 13 | 11 | 16 | 12 | 14 | 15 | 17 | 18 | 18 | 17 | 17 | 18 | 14 | 12 | 13 | 15 | 14 | 15 | 17 | 16 | 18 | 18 | 18 | 18 | 18 | 18 | 18 | 18 |

## Resultados
| Local \ Visitante   | ATH | ATM | BAR | CAS | CEL | ELC | ESP | GRA | LAS | MAL | MUR | OVI | RAC | RMA | RSO | SPO | VAL | ZAR |
| ------------------- | --- | --- | --- | --- | --- | --- | --- | --- | --- | --- | --- | --- | --- | --- | --- | --- | --- | --- |
| Athletic Club       | —   | 2–2 | 0–0 | 2–0 | 2–0 | 2–1 | 1–0 | 1–0 | 2–1 | 1–0 | 3–0 | 2–0 | 3–1 | 2–1 | 1–2 | 2–3 | 1–0 | 2–1 |
| Atlético de Madrid  | 1–0 | —   | 2–0 | 0–0 | 2–0 | 2–1 | 5–1 | 2–1 | 3–1 | 2–0 | 4–1 | 1–0 | 2–1 | 0–2 | 5–1 | 2–0 | 3–1 | 0–0 |
| F. C. Barcelona     | 2–0 | 2–1 | —   | 5–0 | 5–2 | 2–0 | 3–0 | 4–0 | 3–0 | 4–0 | 1–0 | 6–2 | 0–0 | 0–0 | 4–1 | 5–1 | 1–0 | 2–0 |
| C. D. Castellón     | 0–0 | 1–1 | 0–2 | —   | 1–1 | 0–2 | 3–2 | 1–1 | 1–1 | 1–0 | 1–0 | 2–0 | 1–1 | 2–0 | 2–0 | 3–2 | 0–0 | 2–1 |
| R. C. Celta de Vigo | 2–1 | 1–3 | 2–1 | 0–1 | —   | 1–0 | 1–2 | 1–0 | 3–1 | 5–1 | 0–2 | 5–1 | 1–0 | 2–1 | 3–0 | 1–0 | 0–2 | 2–0 |
| Elche C. F.         | 0–0 | 0–0 | 1–0 | 1–0 | 2–0 | —   | 0–0 | 1–0 | 1–0 | 0–1 | 1–0 | 1–1 | 0–0 | 1–0 | 1–2 | 1–0 | 1–0 | 1–1 |
| R. C. D. Español    | 2–0 | 1–0 | 0–0 | 1–0 | 1–0 | 1–1 | —   | 1–1 | 2–0 | 1–1 | 3–0 | 2–0 | 0–2 | 1–0 | 1–0 | 3–0 | 1–0 | 3–1 |
| Granada C. F.       | 0–0 | 1–0 | 1–1 | 2–0 | 2–1 | 2–1 | 2–0 | —   | 2–1 | 0–0 | 1–1 | 3–0 | 2–0 | 1–1 | 2–1 | 1–0 | 2–2 | 1–2 |
| U. D. Las Palmas    | 1–0 | 1–0 | 1–0 | 2–0 | 1–0 | 3–1 | 1–1 | 1–1 | —   | 1–0 | 3–0 | 1–2 | 2–0 | 1–0 | 1–0 | 1–0 | 0–0 | 1–0 |
| C. D. Málaga        | 1–0 | 1–2 | 0–0 | 2–1 | 1–1 | 3–1 | 1–1 | 1–1 | 1–0 | —   | 1–0 | 1–0 | 3–0 | 1–0 | 2–0 | 2–0 | 1–0 | 0–1 |
| Real Murcia C. F.   | 0–0 | 1–0 | 2–2 | 3–1 | 2–2 | 0–1 | 1–0 | 0–0 | 0–1 | 0–0 | —   | 3–1 | 2–0 | 0–1 | 1–1 | 2–1 | 1–0 | 1–0 |
| Real Oviedo C. F.   | 0–1 | 2–0 | 1–3 | 0–0 | 1–1 | 1–0 | 1–0 | 3–0 | 1–0 | 1–1 | 0–1 | —   | 2–1 | 1–1 | 0–2 | 0–0 | 1–2 | 1–0 |
| Racing de Santander | 2–2 | 2–1 | 1–3 | 1–1 | 1–1 | 2–1 | 1–1 | 2–0 | 1–0 | 1–1 | 2–0 | 2–0 | —   | 2–1 | 0–0 | 3–3 | 0–1 | 1–1 |
| Real Madrid C. F.   | 1–0 | 2–0 | 0–5 | 0–0 | 6–1 | 1–0 | 2–1 | 0–1 | 5–0 | 0–0 | 1–1 | 2–0 | 3–2 | —   | 3–1 | 2–2 | 2–1 | 4–0 |
| Real Sociedad       | 2–1 | 0–0 | 2–1 | 3–1 | 2–1 | 2–1 | 3–0 | 0–2 | 0–0 | 1–1 | 2–1 | 2–0 | 4–1 | 2–2 | —   | 2–1 | 3–2 | 2–0 |
| Sporting de Gijón   | 2–0 | 0–3 | 2–4 | 4–0 | 2–1 | 2–0 | 3–0 | 4–0 | 1–0 | 1–0 | 2–1 | 0–3 | 2–0 | 4–3 | 3–1 | —   | 1–2 | 2–2 |
| Valencia C. F.      | 0–1 | 0–1 | 0–2 | 3–0 | 0–0 | 2–0 | 1–0 | 1–1 | 2–0 | 2–2 | 1–0 | 2–1 | 5–2 | 1–0 | 1–2 | 6–1 | —   | 0–0 |
| Real Zaragoza C. D. | 3–0 | 4–0 | 2–2 | 3–2 | 2–1 | 2–1 | 3–1 | 1–0 | 2–0 | 3–1 | 0–0 | 4–2 | 5–1 | 2–1 | 0–0 | 3–0 | 2–1 | —   |

## Máximos goleadores (Trofeo Pichichi)
| Pos. | Jugador                 | Equipo            | Goles |
| ---- | ----------------------- | ----------------- | ----- |
| 1.º  | Enrique Castro, Quini   | Sporting de Gijón | 20    |
| 2.º  | Saturnino Arrúa         | Real Zaragoza     | 17    |
| 3.º  | Marcial Pina, Marcial   | CF Barcelona      | 17    |
| 4.º  | Johan Cruyff            | CF Barcelona      | 16    |
| 5.º  | Fernando Ansola         | Real Sociedad     | 12    |
| 5.º  | Rafael de Diego         | RCD Español       | 12    |
| 7.º  | Enrique Galán           | Real Oviedo       | 12    |
| 8.º  | Mariano Arias, Marianín | Real Oviedo       | 12    |
| 9.º  | Hugo Sotil              | CF Barcelona      | 11    |
| 10.º | Juan Manuel Asensi      | CF Barcelona      | 11    |
| 11.º | José Eulogio Gárate     | Atlético Madrid   | 11    |
| 12.º | Oscar Más               | Real Madrid       | 11    |
| 13.º | José Antonio Grande     | Real Santander    | 11    |